# 定遠軍節度使
定遠军节度使，五代十国南唐的节度使，治所在濠州（今安徽省凤阳县东北）。
南唐保大元年（943年）三月，在濠州设立定遠军節度使，下辖濠州、泗州（今江苏省泗洪县东南）、楚州（今江苏省淮安市）、海州（今江苏省连云港市西南）。保大二年（944年）八月，废除定遠军号，改为濠州观察使。保大十五年（957年），濠州等州被后周夺得。之后到宋朝，濠州成为团练州。

## 历任节度使
- 刘崇俊（943年—944年）
- 刘彦贞（944年—946年）
- 郭全义（946年）
- 何敬洙（953年）
- 郭廷谓（957年）